# Planeta Luluca
O Planeta Luluca é um programa infantil brasileiro extinto. Foi ao ar pela NGT.

## A turma do Luluco
Criado por Eduardo Mascarenhas, o Planeta Luluca tem quatro personagens:
Luluca: Interpretado por Eduardo Mascarenhas - É quem comanda toda a diversão em sua casa, junto com sua família. Aprende coisas novas todos os dias, principalmente quando atrapalha seu vô na biblioteca. Junto com seu cão Lelé e sua amiga imaginária Su, sempre cria as mais legais brincadeiras e vive as mais loucas aventuras da televisão.
Lelé: Interpretado por André Milano - O Cachorro bobo e muito amigo do Luluca. Como qualquer cachorro normal, procura coisas para fazer todo o tempo, mesmo que para isso acabe entrando em atrapalhadas e bagunçe tudo. Gosta de ajudar o professor Pipoca a fazer desenhos bem rabiscados, e acha que está o máximo. 
Vô Nico: Interpretado por André Milano - Um vovô rabugento mas muito engraçado. Vive em sua biblioteca, trazendo curiosidades e novidades para o programa. Com suas entrevistas e matérias nos leva a conhecermos as pessoas e lugares muito interessantes já vistos. Virou um dos personagens principais do TVLisão.
Su: Interpretada por Kelly Guidotti - A amiga imaginária mais diferente que já existiu. Sempre com uma pegadinha ou um O que é, O que é para a turma. Ensina também cuidados muito interessantes que devemos ter dentro de casa. Sua criatividade faz o dia dentro da casa do Luluca se tornar muito mais divertido e interessante.